# رود ولوگدا
رود ولوگدا (انگلیسی: Vologda) یک رودخانه در استان ولوگدای کشور روسیه است.